# فرانس دي كات
فرانس دي كات (بالهولندية: Frans de Kat)‏ هو لاعب كرة قدم هولندي، ولد في 16 مارس 1965 في أسن في هولندا. لعب مع VV VKW ‏.